# Mococa
Mococa is een gemeente in de Braziliaanse deelstaat São Paulo. De gemeente telt 68.718 inwoners (schatting 2009).

## Aangrenzende gemeenten
De gemeente grenst aan Cajuru, Casa Branca, Cássia dos Coqueiros, São José do Rio Pardo, Tambaú, Tapiratiba, Arceburgo (MG), Guaranésia (MG) en Monte Santo de Minas (MG).

## Geboren
- Bruno Giorgi (1905-1993), beeldhouwer
- Lúcia Benedetti (1914-1998), kinderboekenschrijfster, toneelschrijver en boekenvertaler